# 말수까

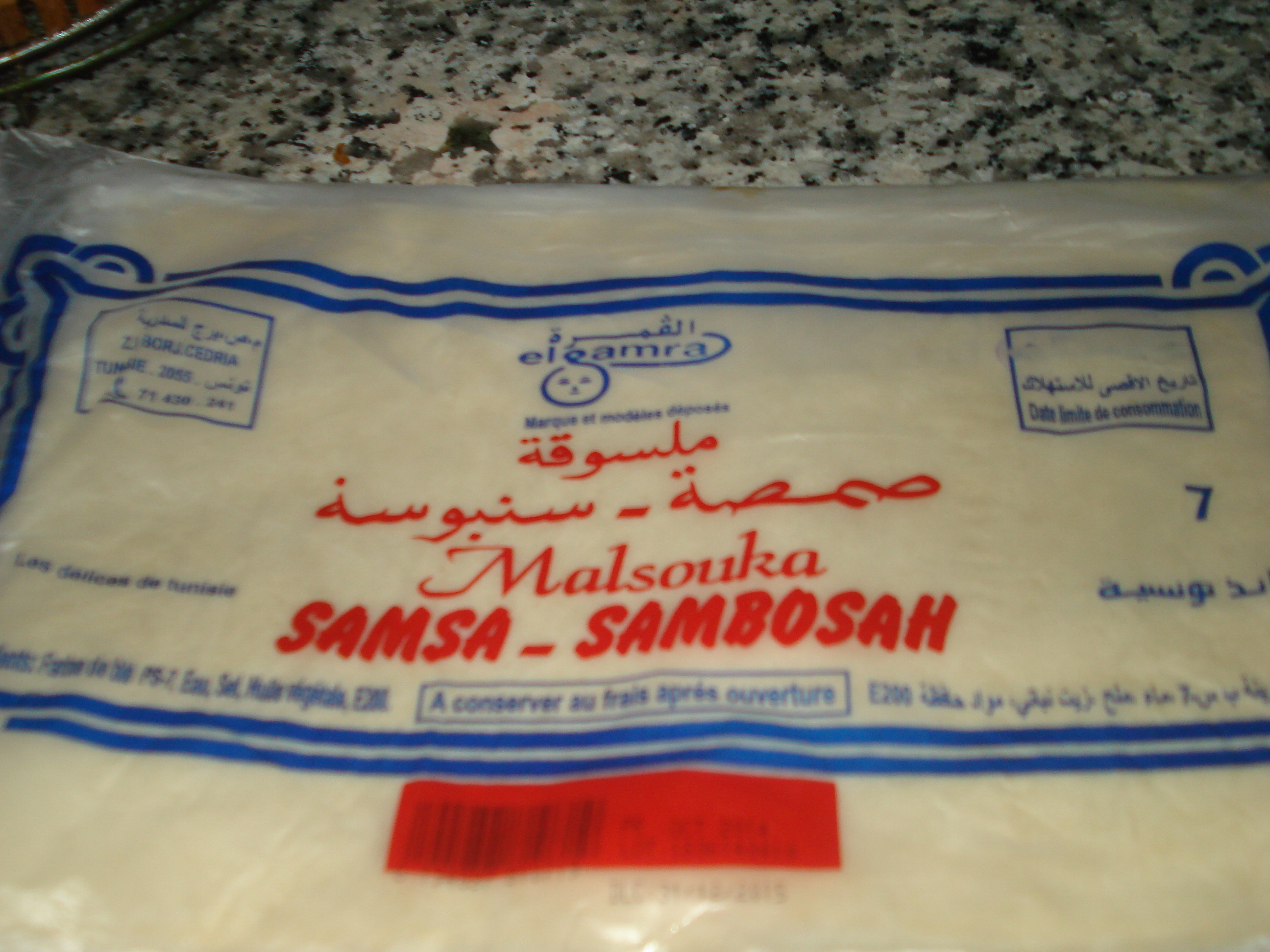
말수까

말수까(아랍어: ملسوقة), 와르까(아랍어: ورقة), 또는 디울(아랍어: ديول)은 마그레브 요리에서 페이스트리를 만드는 얇은 반대기이다. 필로와도 비슷하다.
튀니지 요리에서는 타진이나 삼사, 브리크 등을 만들 때 쓴다.

## 사진

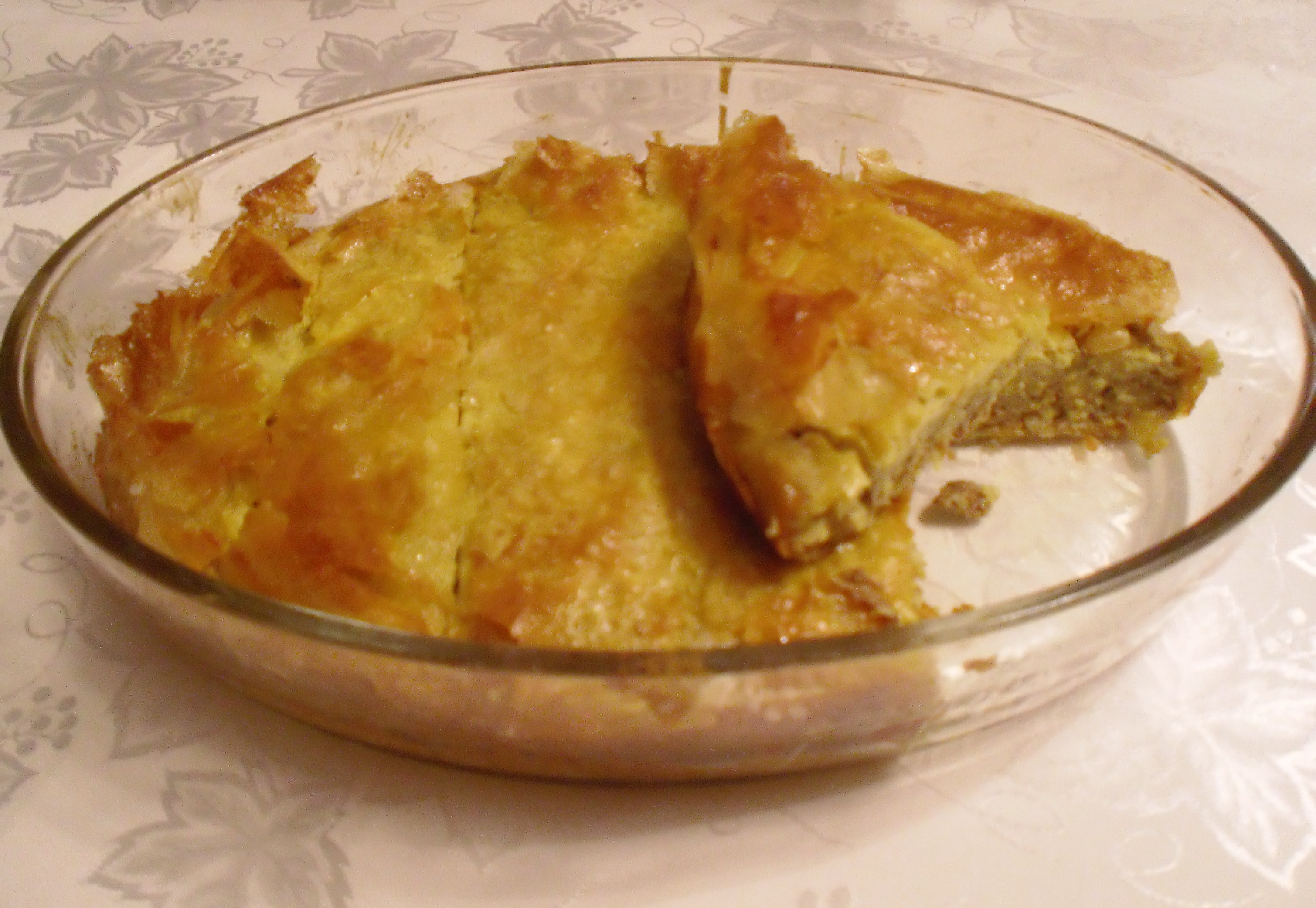
타진 말수까
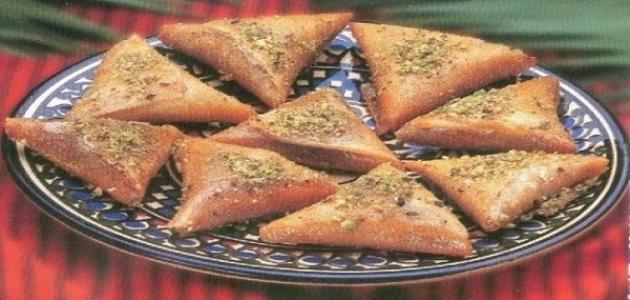
튀니지 삼사
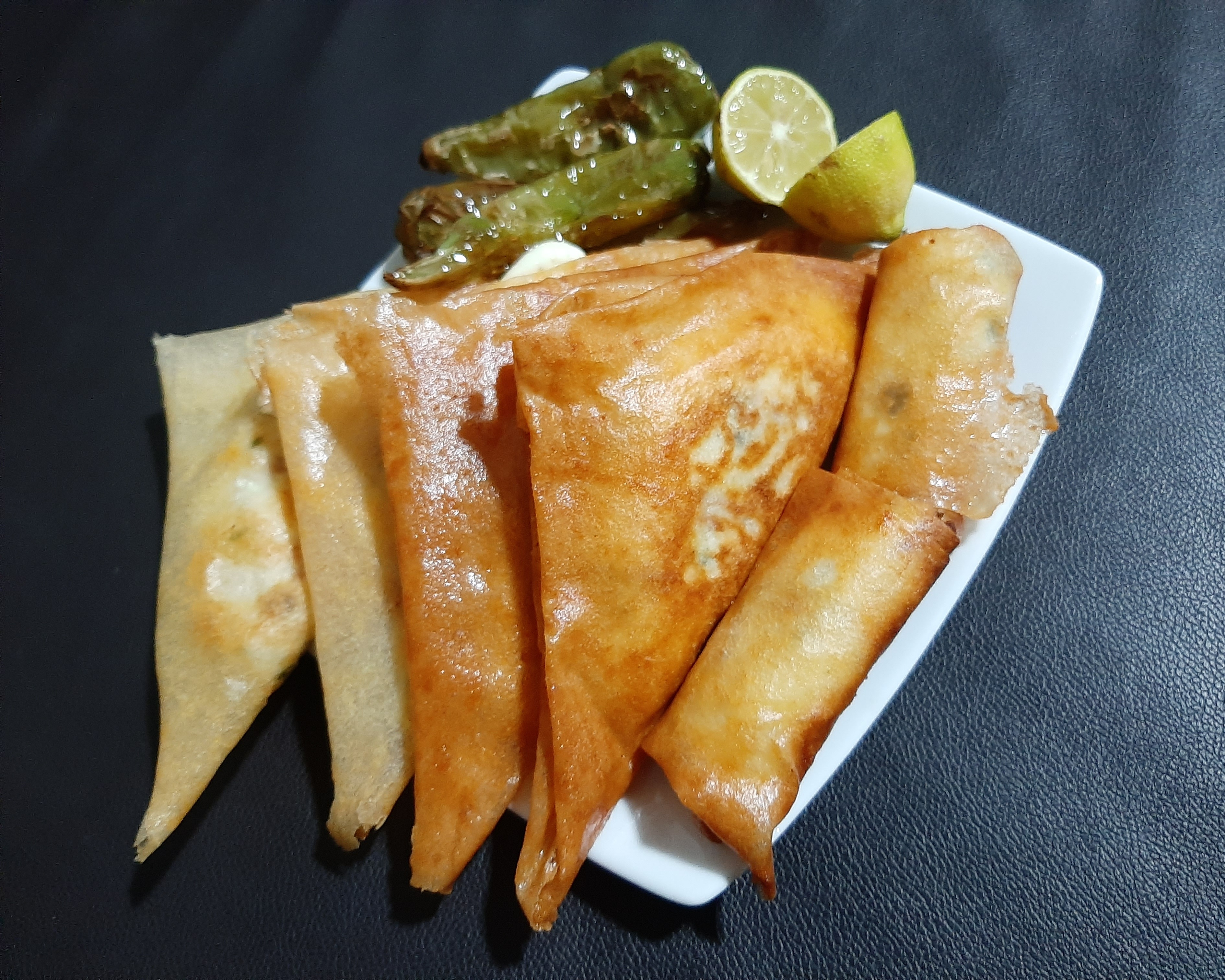
브리크

## 같이 보기
- 필로